# UNIVAC 1101

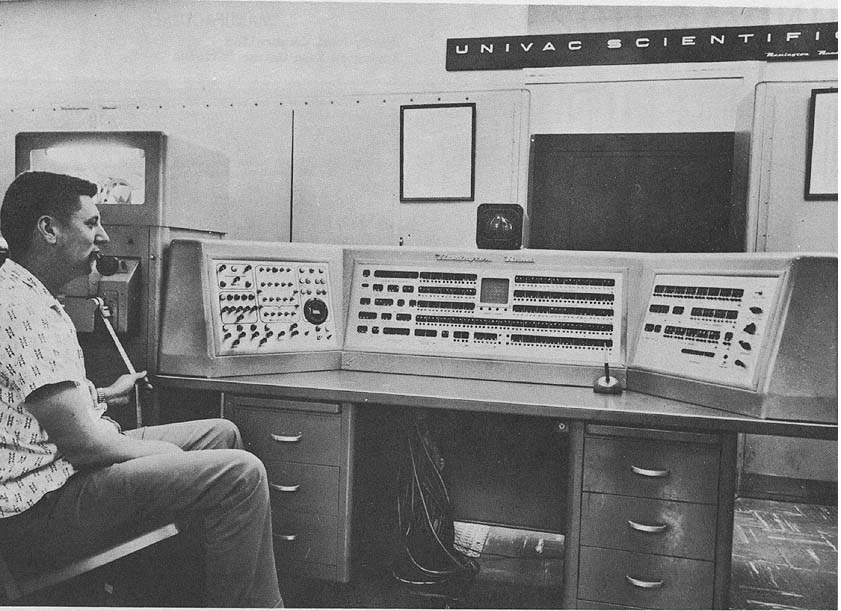
UNIVAC 1101 am Georgia Institute of Technology

Die UNIVAC 1101, auch ERA 1101 und ATLAS I genannt, war ein UNIVAC-Computersystem, das von Engineering Research Associates (ERA) entworfen und durch Remington Rand 1950 gebaut wurde.
Ursprünglich für die NSA unter dem Code Name Atlas gebaut, wurde die Maschine im kommerziellen Verkauf als UNIVAC 1101 bezeichnet. Der Code Name Atlas beruht auf einem Comic, der zu dieser Zeit populär war. 
Die UNIVAC 1101 besaß folgende Eigenschaften:
- Länge: 11,5 m
- Breite: 6 m
- Röhren: 2695
- Trommelspeicher: 48 kB (Zugriffszeit: 32 µs bis 17 ms)
- Kernspeicher: 12 kB (Zugriffszeit: 10 µs)

Es wurden zwei Atlas-Systeme gebaut und 1950 und 1953 ausgeliefert. Eine dritte Maschine wurde für eigene Zwecke gebaut, man wollte die Rechenressourcen den Kunden auf Basis der genutzten Prozessorzeit berechnen. Dieses Geschäftsmodell war aber noch nicht reif genug, und die dritte Maschine wurde 1954 dem Georgia Institute of Technology geschenkt, wo sie bis 1961 im Einsatz war.